# Rüdesheim (Nahe)
Rüdesheim település Németországban, Rajna-vidék-Pfalz tartományban. Lakosainak száma 2632 fő (2023. december 31.).

## Népesség
A település népességének változása:
| Lakosok száma | 1612 | 2654 | 2683 | 2681 | 2654 | 2632 |
|               | 1975 | 2017 | 2019 | 2021 | 2022 | 2023 |